# Бялковци
Бялковци е село в Северна България. Намира се в община Елена, област Велико Търново. То е разположено в землището на село Беброво и фактически е негова махала.

## География
Село Бялковци се намира в планински район.